# Luca Lionello
Pour les articles homonymes, voir Lionello.
Luca Lionello, né le 9 janvier 1964 à Rome (Italie), est un acteur italien.

## Biographie
Le père de Luca Lionello est l'acteur et doubleur Oreste Lionello. Acteur depuis 1986, il a attiré l'attention internationale, lorsqu'il a tenu le rôle de Judas Iscariote dans La Passion du Christ (2004) de Mel Gibson.

## Filmographie partielle

### Au cinéma
- 2004 : La Passion du Christ
- 2006 : Cover Boy: L'ultima rivoluzione (en)
- 2009 : Napoli, Napoli, Napoli
- 2014 : Bota
- 2016 : The Habit of Beauty

### À la télévision
- 1997 : Le Désert de feu